# Картиняно
Картиня̀но (на италиански: Cartignano; на окситански: Cartignan и на пиемонтски: Cartignan, Картинян) е село и община в Северна Италия, провинция Кунео, регион Пиемонт. Разположено е на 704 m надморска височина. Населението на общината е 180 души (към 2010 г.).